# Chyrów
Chyrów (ukr. Хирів, Chyriw) – miasto na Ukrainie, w obwodzie lwowskim, w rejonie samborskim.
Chyrów leży nad Strwiążem. Prywatne miasto szlacheckie lokowane w 1528 położone było w XVI w. w województwie ruskim.

## Historia

Herb Chyrowa w okresie międzywojennym

Pierwsze wzmianki o Chyrowie pochodzą z 1374 roku, gdy stanowił własność Herburtów, rycerzy przybyłych z Moraw przywilejem księcia Władysława Opolczyka. W 1528 r. uzyskał prawa miejskie. Łaciński kościół katolicki został erygowany w 1531 r. przez Andrzeja Tarło, a po pożarze drewnianego kościoła w okresie III wojny północnej (prawdopodobnie był tu wówczas zbór kalwiński), wzniesiono nowy, murowany (1710). Z XVIII wieku pochodzą informacje o tutejszej gminie żydowskiej, która w tym stuleciu zbudowała cmentarz, a w 1740 r. wzniosła synagogę. W okresie I Rzeczypospolitej był własnością Ossolińskich, a następnie Mniszchów. Do 1772 r. ziemia przemyska w województwie ruskim.

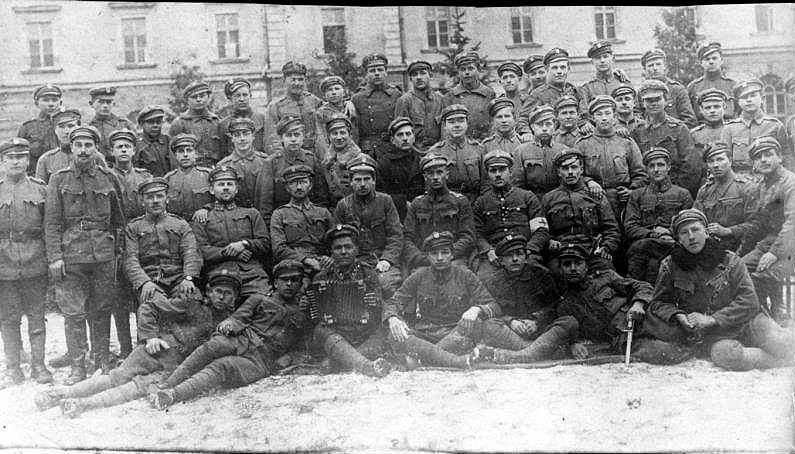
Polscy ochotnicy przed kościołem w Chyrowie podczas walk polsko-ukraińskich w 1919 r.

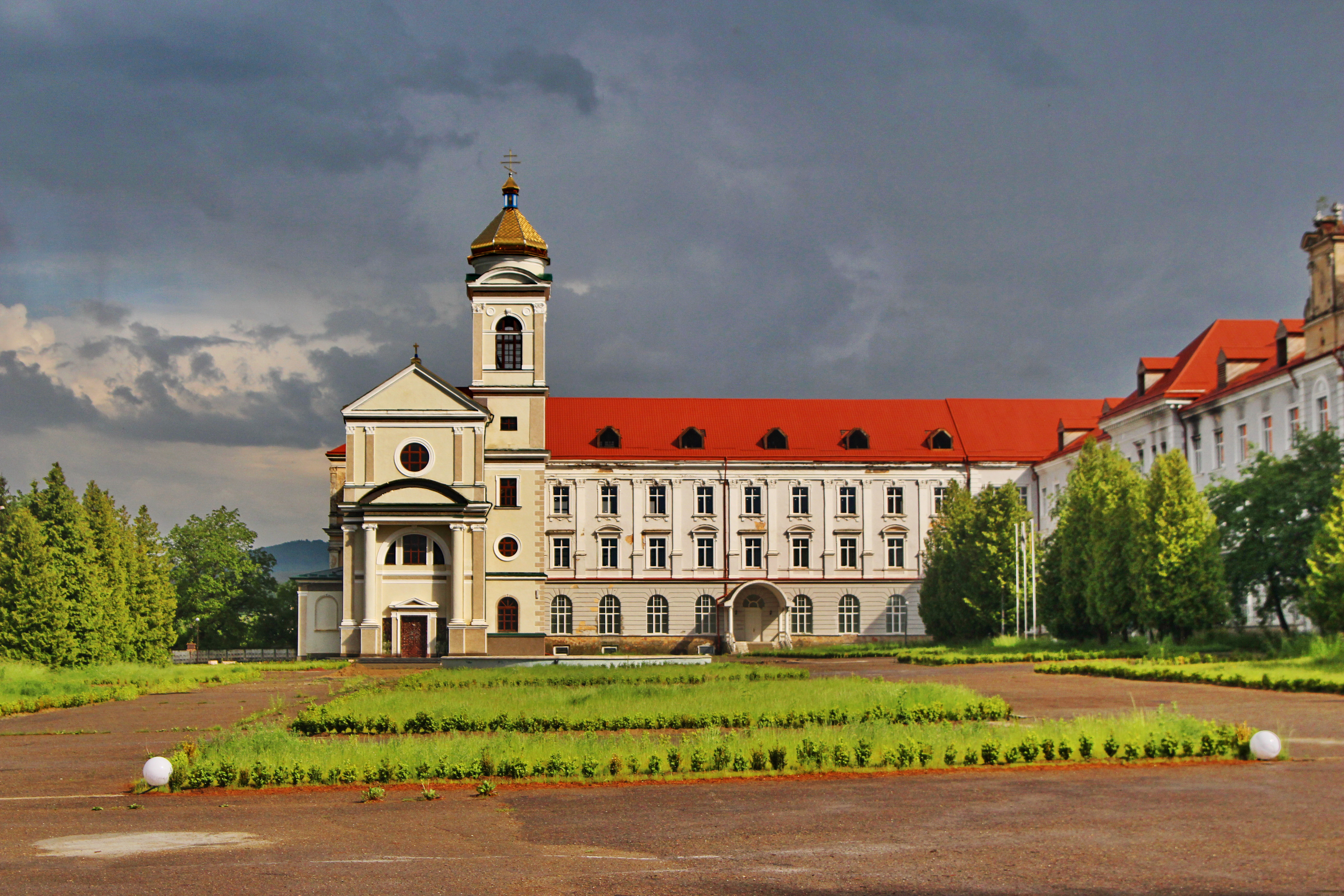
Zakład Naukowo-Wychowawczy Ojców Jezuitów w Bąkowicach pod Chyrowem

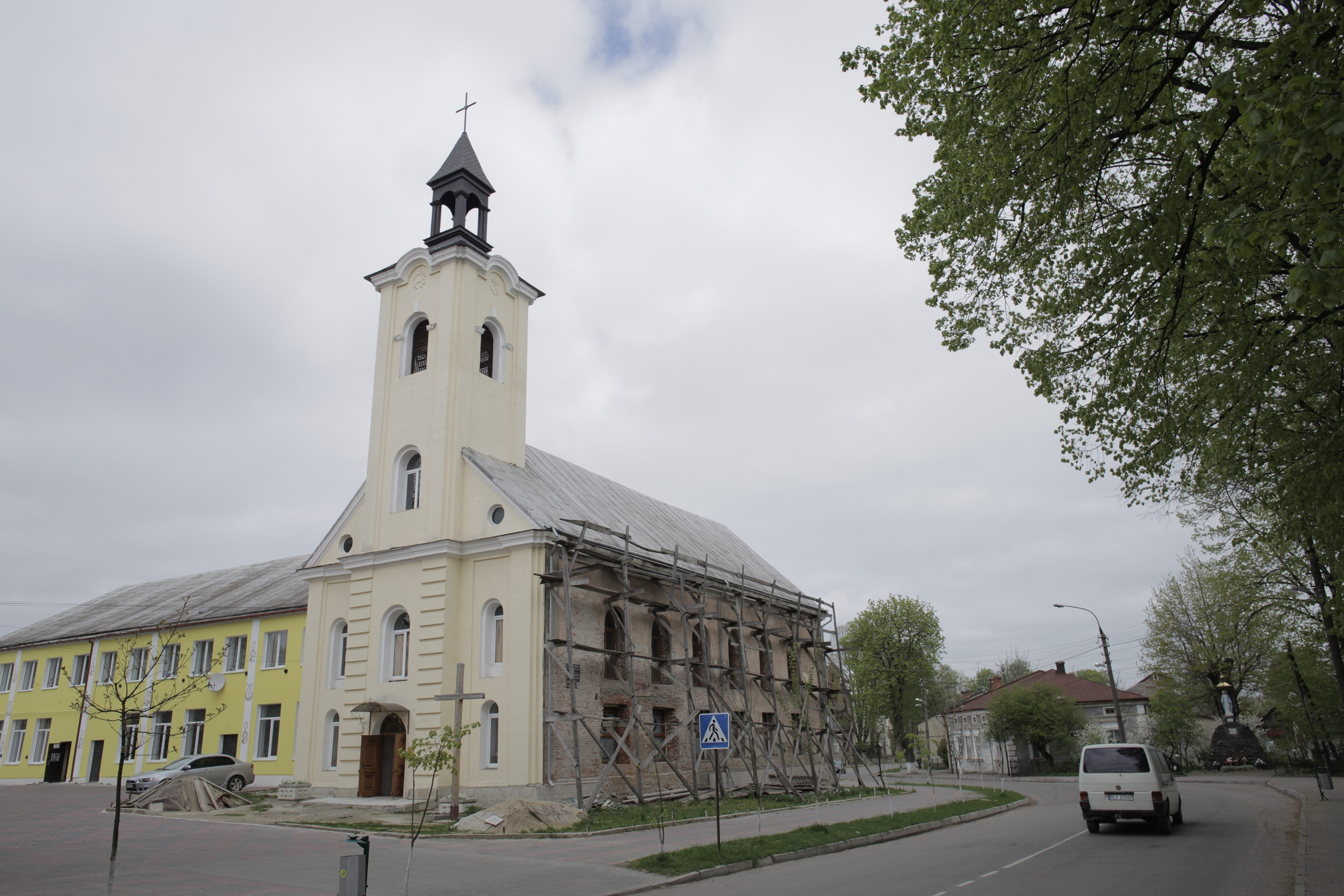
Kościół w Chyrowie

Od rozbiorów Polski w 1772 r. należał do powiatu starosamborskiego w Królestwie Galicji i Lodomerii. W 1867 r. odnowiono miejscowy kościół, a od 1872 przez miasto prowadzi ważna linia kolejowa łączącą Lwów z Budapesztem, tzw. Pierwsza Węgiersko-Galicyjska Kolej Żelazna; w mieście wybudowano dworzec kolejowy. W latach osiemdziesiątych powstało miejscowe Collegium. W XIX wieku powstała druga synagoga. W 1913 r. miasteczko liczyło 3400 mieszkańców, a w tej liczbie około 1000 Polaków i ponad 2000 Żydów.
W okresie walk polsko-ukraińskich od 4 listopada 1918 na odcinku linii kolejowej Zagórz – Ustrzyki Dolne – Krościenko – Chyrów walczył polski pociąg pancerny Kozak, którego obsadę stanowiły zmilitaryzowane oddziały kolejarzy z Zagórza. Pod Chyrowem walczył również z Ukraińcami 2 pułk strzelców podhalańskich dowodzony przez por. Karola Matzenauera.
W 1921 r. miasto liczyło 2654 mieszkańców, z czego 919 stanowili Żydzi. W okresie międzywojennym Chyrów leżał w województwie lwowskim i powiecie starosamborskim, a od 1932 r. w powiecie samborskim.
28 kwietnia 1931 do Chyrowa włączono Posadę Chyrowską.
Po przegraniu przez Polskę wojny obronnej '39 Chyrów znalazł się w części zajętej przez ZSRR i 4 grudnia 1939 r. władze radzieckie włączyły go w poszerzone granice Ukraińskiej SRR (obwód drohobycki). Po ataku Niemiec na ZSRR miasto znalazło się pod okupacją niemiecką i 1 sierpnia 1941 r. włączono je do terenu powiatu przemyskiego dystryktu krakowskiego w składzie Generalnego Gubernatorstwa.
W czerwcu 1941 r. NKWD w Chyrowie na podstawie donosu Ukraińców aresztowało i rozstrzelało 4 polskich nauczycieli. Wycofujący się żołnierze sowieccy zastrzelili też ks. Jana Wolskiego, proboszcza chyrowskiej parafii św. Wawrzyńca. W latach 1943–1945 nacjonaliści ukraińscy z OUN-UPA zamordowali 21 Polaków.
W lipcu i sierpniu 1942 r. Niemcy wywieźli chyrowskich Żydów do obozu zagłady w Bełżcu. 8 sierpnia 1944 miasto zostało zajęte przez wojska radzieckie. Po II wojnie światowej miasto zostało formalnie odłączone od Polski i włączone do Ukraińskiej Socjalistycznej Republiki Radzieckiej – początkowo w obwodzie drohobyckim, później ponownie we lwowskim.
Rejon starosamborski, w którym leży Chyrów, należy do transgranicznego mikroregionu Dolina Wiaru.

### Collegium
Chyrów był począwszy od lat osiemdziesiątych XIX wieku aż do dwudziestolecia międzywojennego siedzibą renomowanego jezuickiego gimnazjum: Zakładu Naukowo-Wychowawczego Ojców Jezuitów w Chyrowie mieszczącego się na terenie wsi Bąkowice. Ogromny czworoboczny budynek mógł pomieścić 600 uczniów. W pomieszczeniach Collegium mieściła się sala teatralna na 1000 osób, kaplica, jadalnia na 500 miejsc, muzeum przyrodnicze, w tym bogata kolekcja ptaków afrykańskich i azjatyckich fundacji hrabiów Dzieduszyckich. Absolwentami tego gimnazjum utworzonego w okresie Austro-Węgier w roku 1883 byli m.in. polscy politycy, wojskowi, artyści i ekonomiści, naukowcy, m.in. Eugeniusz Kwiatkowski, Adam Styka, Kazimierz Junosza-Stępowski, Antoni Wiwulski, Jerzy Kirchmayer, Heliodor Laskowski, pierwszy biskup gdański Edward O’Rourke, Aleksander Birkenmajer, Mieczysław Orłowicz, Kamil Giżycki, Ludwik Bernacki. Jezuicka biblioteka kolegiacka była wówczas jedną z największych w całym województwie lwowskim licząc ponad 30 tys. woluminów.
Po upadku Polski od września 1939 Collegium jezuickie było siedzibą garnizonu Armii Czerwonej. W 1941 biblioteka została całkowicie zniszczona, a całość zakładu naukowego zamieniona na więzienie niemieckie. Jezuici opuścili Chyrów, udając się najpierw do Krakowa, a następnie do Włoch. Po II wojnie światowej jezuicki konwikt i Collegium zostało zamienione na radzieckie koszary, a do 2004 koszary ukraińskie. 4 lutego 1996 przyklasztorna kaplica Collegium została wyświęcona jako greckokatolicka cerkiew pod wezwaniem św. Mikołaja.

## Ważniejsze obiekty turystyczne
- rynek miejski
- ratusz miejski

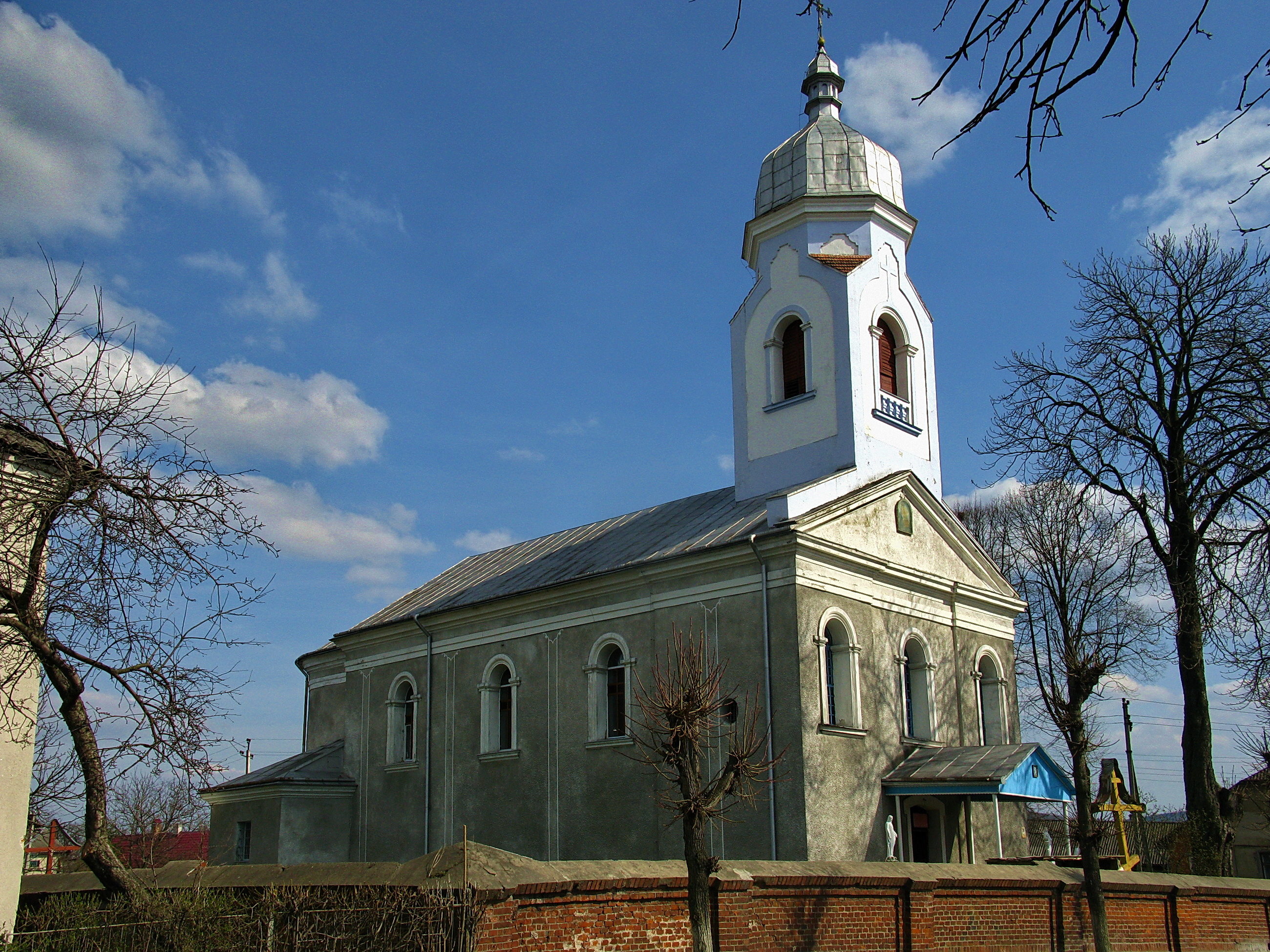
Cerkiew Narodzenia NMP

- stary kościół rzymskokatolicki – erygowany 1531 i spalony w pierwszych latach XVIII wieku
- Kościół św. Wawrzyńca w Chyrowie – wybudowany w 1710, odzyskany w 2010[9]
- Cerkiew Narodzenia Najświętszej Marii Panny w Chyrowie – użytkowana wspólnie przez grekokatolików i prawosławnych
- ruiny zamku Herburtów
- Stara synagoga w Chyrowie
- Nowa synagoga w Chyrowie
- Cmentarz żydowski w Chyrowie
- cmentarz z kaplicą grobową
- Zakład Naukowo-Wychowawczy Ojców Jezuitów w Bąkowicach pod Chyrowem

Do Chyrowa przez Sanok prowadzi obecnie szlak Dobrego Wojaka Szwejka.

## Demografia
- 1913 – 3400
- 1921 – 2654
- 1970 – 3500
- 2001 – 4595

## Gospodarka
W mieście rozwinął się przemysł meblarski oraz materiałów budowlanych.

## Transport
W Chyrowie znajduje się stacja kolejowa i kolejowe przejście graniczne.
Przez Chyrów przebiegają historyczne połączenia kolejowe:
- Zagórz – Krościenko – Chyrów (fragment Pierwszej Węgiersko-Galicyjskiej Kolei Żelaznej Łupków – Przemyśl, 1872)
- Kolej Dniestrzańska Chyrów – Sambor – Stryj (1872).
- Linia normalnotorowa łącząca Przemyśl z Zagórzem. Do 31 stycznia 2010 istniało regularne połączenie kolejowe Sanok – Chyrów dwa razy dziennie. 1 lutego 2010 wydłużono tę relacje do Jasła. Kursy zawieszono 10 listopada 2010. Od czasów PRL kursujący tędy pociąg żartobliwie nazywany jest przemytnikiem.

Najkrótszy dojazd samochodem do miasta z Polski poprzez przejście graniczne w Krościenku.

## Urodzeni w Chyrowie
- Leon Wojciech Jan Bazała – podpułkownik, dr med., lekarz Polskich Sił Zbrojnych, cichociemny
- Leon Florek

## Związani z Chyrowem
- Leon Ricci – honorowy obywatel Chyrowa[11]
- Franciszek Tokarz – uczył się i uzyskał maturę, później jako jezuita był nauczycielem greki, łaciny i francuskiego

### Właściciele Chyrowa
- Herburtowie
- Ossolińscy
- Mniszchowie

### Zmarli w Chyrowie
- Józef Nikorowicz (zm. 6 stycznia 1890) – kompozytor polski, autor melodii słynnego Chorału („Z dymem pożarów”)
- Michał Mycielski (zm. 21 listopada 1906) – polski jezuita, tutaj pochowany